# Festival Premiers Plans d'Angers 2020
Le Festival Premiers Plans d'Angers 2020, 32e édition du festival, se déroule du 17 au 26 janvier 2020.

## Déroulement et faits marquants
Le 25 janvier 2020, le palmarès est dévoilé : le grand prix du jury du meilleur long-métrage européen est décerné au film Oray de Mehmet Akif Büyükatalay. Le prix du public du long-métrage européen est remis au film Psychobitch de Martin Lund et le prix du public du long-métrage français est remis au film Deux de Filippo Meneghetti.

## Jurys

### Longs métrages
- Juliette Binoche (présidente du jury), actrice
- Sophie Hunger, auteure, compositrice, interprète
- Sarah Suco, actrice, réalisatrice
- Lukas Dhont, réalisateur
- Franco Lolli, réalisateur

### Courts métrages
- Claude Barras (président du jury), réalisateur
- Cristèle Alves Meira, réalisatrice
- Nina Meurisse, actrice

## Sélection

### En compétition

#### Longs métrages européens
- Giraffe de Anna Sofie Hartmann  Allemagne  Danemark
- Un jour si blanc (Hvítur, hvítur dagur) de Hlynur Pálmason  Islande  Danemark  Suède
- Ivana the Terrible de Ivana Mladenović  Roumanie  Serbie
- La hija de un ladrón de Belén Funes  Espagne
- Oray de Mehmet Akif Büyükatalay  Allemagne
- Overseas de Sung-A Yoon  Belgique  France
- Psychobitch de Martin Lund  Norvège
- Sans frapper de Alexe Poukine  Belgique  France

#### Longs métrages français
- Des hommes de Alice Odiot et Jean-Robert Viallet
- Deux de Filippo Meneghetti
- Mes jours de gloire de Antoine de Bary
- Retiens la nuit de Simon Depardon, Baptiste Drouillac et Arthur Verret

## Palmarès

### Longs métrages
- Grand prix du Jury (longs-métrages européens) : Oray de Mehmet Akif Büyükatalay
- Prix du Public (longs-métrages européens) : Psychobitch de Martin Lund
- Prix de la mise en scène (longs-métrages européens) :  Yoon Sung-A pour Overseas
- Prix d'interprétation (longs-métrages européens) : Ingvar E. Sigurðsson pour son rôle dans Un jour si blanc
- Prix du Public (longs-métrages français) : Deux de Filippo Meneghetti